# The McGuire Sisters
The McGuire Sisters was een Amerikaans trio, bestaande uit de zussen Christine, Dorothy en Phyllis McGuire uit Middletown (Ohio).

## Bezetting
- Ruby Christine McGuire (30 juli 1926 - 28 december 2018, 92 jaar)
- Dorothy 'Dottie' McGuire (13 februari 1928 - 7 september 2012, 84 jaar)
- Phyllis Jean McGuire (14 februari 1931 - 29 december 2020, 89 jaar)

## Biografie

### De beginjaren
De McGuire-zussen werden geboren als dochters van Asa en Lillie (Fultz) McGuire in Middletown en groeiden op in Miamisburg in de buurt van Dayton. Hun moeder Lillie was predikante van de Miamisburg First Church of God, waar ze als kinderen in de kerk zongen op bruiloften, begrafenissen en opwekkingen. Toen ze in 1935 begonnen te zingen, was de jongste zus Phyllis vier jaar oud. Uiteindelijk zongen ze bij gelegenheden buiten de kerk en in 1949 zongen ze op militaire bases en veteranenziekenhuizen, waarbij ze een meer divers repertoire uitvoerden dan ze in de kerk hadden.

### Carrière in de showbusiness
The McGuire Sisters tekenden in 1952 bij Coral Records. In hetzelfde jaar verschenen ze in Talent Scouts van Arthur Godfrey, die hen inhuurde voor zijn andere shows, waar ze zeven jaar bleven. In het novembernummer van Cosmopolitan uit 1953 werden ze Godfrey's Merry McGuires genoemd. De zussen werden vaak vergeleken met The Andrews Sisters. Terwijl ze aan de Godfrey-show werkten, raakten de McGuires bevriend met zanger Lu Ann Simms en woonden ze haar huwelijk bij met muziekuitgever Loring Buzzell in juli 1956. Buzzells muziekuitgeverij Hecht-Lancaster & Buzzell Music (mede-eigendom van Harold Hecht en Burt Lancaster) leverde twee nummers voor The McGuire Sisters: May You Always, dat de best verkochte 45" en bladmuziek van 1959 werd, en Theme from The Unforgiven (The Need for Love), dat in 1960 opnieuw een grote hit werd.
De McGuire Sisters waren de 'Mystery Guests' op 29 mei 1955 in de uitzending van What's My Line? Fred Allen raadde wie ze waren. In 1958 verscheen hun moeder als gastuitdager in de tv-spelshow To Tell the Truth.
The McGuire Sisters en The Andrews Sisters hebben elkaar tijdens hun carrière verschillende keren ontmoet. Phyllis heeft Patty, Maxene en LaVerne Andrews vermeld tijdens een televisie-interview met Maxene in de jaren 1990, georganiseerd door Sally Jessy Raphael, en zei dat haar zussen en zij The Andrews Sisters in het begin van de jaren 1950 in New York hadden ontmoet en belangrijk advies hadden gekregen. De McGuires bewogen als ze zongen en voerden vaak dansroutines uit in uitbundige productienummers in talloze televisiespecials. The Andrews Sisters presteerden op dezelfde manier in films in de jaren 1940 en waren de eerste vrouwelijke vocale groep die bewoog als ze zongen, in plaats van alleen maar bij een microfoon te staan. De zussen hadden die stijl nagebootst, evenals die van The Mills Brothers en The Dinning Sisters sinds ze jong waren, wanneer ze korte shows voor familie en vrienden zouden geven in de woonkamer van hun ouders. Phyllis McGuire vertelde dat zij en haar zussen geen populaire liedjes kenden toen ze beroemd werden, alleen de hymnes die hun moeder hen had geleerd. Het trio imiteerde andere zanggroepen lang voor hun succes.
Ze traden op voor vijf presidenten van de Verenigde Staten: Richard Nixon, Gerald Ford, Jimmy Carter, Ronald Reagan en George H.W. Bush en voor koningin Elizabeth II. In Londen speelden ze een optreden voor de Royal Variety Performance van 1961.
In de jaren 1960 hadden de zussen een druk televisieprogramma en verschenen ze regelmatig in populaire variétéprogramma's van Ed Sullivan, Dean Martin, Danny Kaye, Milton Berle, Andy Williams, Perry Como en Red Skelton. Het trio was identiek gekleed en gekapt en voerde met militaire precisie gesynchroniseerde lichaamsbewegingen en handgebaren uit. Van hun opnamen Sincerely, Picnic en Sugartime werden allemaal meer dan een miljoen exemplaren verkocht.

### Einde aan de publieke optredens van de groep
Ze stopten met openbare optredens in 1968 en gaven dat jaar hun laatste optreden in The Ed Sullivan Show. Phyllis McGuire bleef een tijdje solo optreden. De ondergang van de groep wordt vaak toegeschreven aan Phyllis' langdurige persoonlijke relatie met gangster Sam Giancana (hoewel ze jarenlang beweerde dat hun vriendschap strikt platonisch was), wat naar verluidt leidde tot de zwarte lijst van de groep.
Phyllis woonde tientallen jaren in een beroemd tentoongesteld herenhuis in Las Vegas, met een eigen schoonheidssalon, een zwanengracht en een replica van de Eiffeltoren die daadwerkelijk door het dak van het huis rees. Toen Barbara Walters tijdens een ABC-TV 20/20-interview in de jaren 1980 vanuit het landhuis vroeg of een deel van het geld om het weelderige huis te bouwen van Giancana kwam, ontkende Phyllis de toespeling en beweerde dat ze zwaar in olie had geïnvesteerd toen de zussen op bezoek waren op het hoogtepunt van hun populariteit.
De zussen herenigden zich in 1986 en traden voor het eerst sinds hun pensionering op in het Royal York Hotel in Toronto. Talloze nachtcluboptredens volgden in Las Vegas, Atlantic City en de Rainbow & Stars in New York, waar de groep en Phyllis' imitaties van Peggy Lee, Judy Garland, Pearl Bailey, Ethel Merman en zelfs Louis Armstrong werden getoond.
Ze zongen hun grootste hits als onderdeel van hun act en speelden ook speciale nummers zoals het uitzinnige I Love a Violin, het a capella Danny Boy en een gedeelte waarin Phyllis zich achter de coulissen terugtrok, terwijl Christine en Dorothy een concertarrangement speelden van The Way We Were op twee piano's. Andere hoogtepunten in de act waren een komisch deuntje met Trinidad-smaak, een zachte weergave van Memory van Broadway's Cats en een Money Medley, die ze in 1994 ook live uitvoerden bij de Jerry Lewis MDA Telethon. Sindsdien hadden de zussen af en toe openbare optredens samen, ook in 2004, toen ze werden herenigd om op te treden in een PBS special Magic Moments: Best of '50s Pop. De beheersing van hun stembanden en de harmonieuze mix van de zusters, misschien wel de meest indrukwekkende van alle trio's ervoor of erna, was niet significant verminderd.
Nadat hun carrière was beëindigd, openden ze een restaurant in Bradenton, Florida en noemden het McGuire's Pub.

## Nalatenschap
Ze werden in 1994 opgenomen in de National Broadcasting Hall of Fame en in 2001 werden ze opgenomen in de Vocal Group Hall of Fame. Ze zijn ook opgenomen in de Coca-Cola Hall of Fame en de Headliners' Hall of Fame. Ze werden in 2009 opgenomen in de Hit Parade Hall of Fame. De McGuire Sisters behoorden tot de honderden artiesten wier tapes werden vernietigd in de Universal-brand van 2008.

## Privéleven
Christine was zes keer getrouwd. Uit haar eerste huwelijk met Harold Ashcraft (1942 tot 16 augustus 1950) had ze twee kinderen, Herold en Asa. Christine trouwde later met John Henry Teeter (30 december 1952 tot 18 december 1962), Robert Hugh Spain (12 december 1967 tot 1970), Guy Marks (van 1975 tot onbekend), George Rosenfeld (van ?? tot zijn dood op 23 augustus 1996) en David Mudd (2002 tot aan zijn dood op 19 augustus 2011). Alle laatstgenoemde huwelijken bleven kinderloos.
Christine's 24 jaar oude kleinzoon, aalmoezenier Evan Asa Ashcraft kwam in 2003 om het leven in Irak, toen het konvooi waarin hij reisde onder vuur kwam te liggen.
Op 30 juli 1951 trouwde Dorothy met sergeant John Henry Brown, van wie ze scheidde op 9 januari 1956. Tijdens hun kinderloze huwelijk had Dorothy een romantische band met zanger Julius La Rosa. Op 6 december 1958 trouwde ze met Lowell James Williamson, met wie ze twee zonen had, Rex en David.
In november 1952 trouwde Phyllis met Cornelius (Neal) Anthony Burke Van Ells. Ze scheidden in 1956. Ze had geen kinderen.

## Discografie

### Singles A/B-kanten
- 1953: Picking Sweethearts / One, Two, Three, Four
- 1953: Miss You / Tootle-Ooh Siana
- 1953: Hey, Mister Cotton Picker / Where Good Times Are
- 1953: Are You Looking for a Sweetheart / You'll Never Know Till Monday
- 1954: Cling to Me / Pine Tree, Pine Over Me
- 1954: Goodnight Sweetheart Goodnight / Heavenly Feeling
- 1954: Uno, Duo, Tre / Lonesome Polecat
- 1954: Muskrat Ramble / Not as a Stranger
- 1954: Muskrat Ramble / Lonesome Polecat
- 1954: Christmas Alphabet / Give Me Your Heart for Christmas
- 1954: Sincerely / No More
- 1954: Open Up Your Heart / Melody of Love
- 1954: Hearts of Stone / The Naughty Lady of Shady Lane
- 1955: Doesn't Anybody Love Me? / It May Sound Silly
- 1955: Rhythm and Blues / Something’s Gotta Give
- 1955: Kiss Me and Kill Me With Love / If It's a Dream
- 1955: Heart / Young and Foolish
- 1955: Give Me Love / Sweet Song of India
- 1955: If You Believe / He
- 1955: The Littlest Angel / I'd Like to Trim t Tree With You
- 1955: Be Good to Me / My Baby's Got Such Lovin' Ways
- 1956: Missing / Tell Me Now
- 1956: Delilah Jones / Picnic
- 1956: Every Day of My Life / Endless
- 1956: Goodnight My Love, Pleasant Dreams / Mommy
- 1957: Kid Stuff / Without Him
- 1957: He's Got Time / Blue Skies
- 1957: Drownin' in Memories / Please Don't Do That to Me
- 1957: Rock Bottom / Beginning to Miss You
- 1957: Around the World In 80 Days / Interlude
- 1957: Forgive Me / Kiss Them for Me
- 1957: Santa Claus Is Comin' to Town / Honorable Congratulations
- 1957: Sugartime / Banana Split
- 1958: Ding Dong / Since You Went Away to School
- 1958: Volare / Do You Love Me Like You Kiss Me
- 1958: Sweetie Pie / I'll Think of You
- 1958: May You Always / Achoo Cha Cha
- 1959: Summer Dreams / Peace
- 1959: Red River Valley / Compromise
- 1959: Some of These Days / Have a Nice Weekend
- 1959: Livin' Dangerously / Lover's Lullaby
- 1960: The Unforgiven / I Give Thanks
- 1960: Nine O'Clock / The Last Dance
- 1960: To Be Loved / I Don't Know Why
- 1961: Just for Old Time's Sake / Really Neat
- 1961: Tears on My Pillow / Will There Be Room in the Space Ship
- 1961: Just Because / I Do, I Do, I Do
- 1961: I Can Dream, Can't I / I'm Just Taking My Time
- 1962: Sugartime Twist / More Hearts Are Broken That Way
- 1962: I Really Don't Want To Know / Mama's Gone, Goodbye
- 1964: Now and Forever / Never
- 1966: Truer Than You Were / Grazia

### Albums
- 1954: Greetings from the McGuire Sisters
- 1956: Do You Remember When?
- 1956: Chris, Philly, Dottie
- 1957: While the Lights Are Low
- 1957: Teenage Party
- 1957: Musical Magic
- 1958: Sugartime
- 1959: May You Always
- 1959: In Harmony with Him
- 1960: His and Hers
- 1961: Just for Old Time's Sake
- 1961: Subways Are for Sleeping
- 1962: Songs Everybody Knows
- 1963: Showcase
- 1965: Right Now!